# Белтран, Юризан
Юризан Белтран Лебаню (англ. Yurizan Beltrán Lebanue, род. 7 ноября 1986, Лос-Анджелес, Калифорния, США — ум. 13 декабря 2017, Лос-Анджелес, Калифорния, США) — американская модель и порноактриса. Юризан Белтран родилась в Лос-Анджелесе, дочь бразильца и франкоязычной канадки из Квебека. Первые съёмки в фильме для взрослых прошли в 2005 году.
С тех пор успела сняться более чем в 200 картинах. Найдена мертвой в арендованной квартире в Лос-Анджелесе 13 декабря 2017 года. Причина смерти — намеренная передозировка.

## Премии и номинации
| Год  | Премия           | Результат | Категория                                                                     | Фильм                                   |
| ---- | ---------------- | --------- | ----------------------------------------------------------------------------- | --------------------------------------- |
| 2009 | AVN Award        | Номинация | Веб-старлетка года                                                            | SweetYurizan.com                        |
| 2010 | AVN Award        | Номинация | Лучшая сцена лесбийского группового секса (с Лилой Стар, Алисой Риз и Май Ли) | Not Monday Night Football XXX           |
| 2010 | XBIZ Award       | Номинация | Веб-детка/Старлетка года                                                      | н/д                                     |
| 2011 | AVN Award        | Номинация | Лучшая веб-звезда                                                             | SweetYurizan.com                        |
| 2012 | AVN Award        | Номинация | Не подписанная старлетка года                                                 | н/д                                     |
| 2012 | NightMoves Award | Номинация | Лучшая латиноамериканская исполнительница                                     | н/д                                     |
| 2013 | AVN Award        | Номинация | Лучшая сцена лесбийского группового секса (с Наоми Банкс и Шанель Престон)    | Training Day: A Pleasure Dynasty Parody |
| 2013 | NightMoves Award | Номинация | Лучшая этническая исполнительница                                             | н/д                                     |
| 2013 | Sex Award        | Номинация | Любимый веб-сайт порнозвезды (финалист)                                       | YuriLove.com                            |
| 2014 | AVN Award        | Номинация | Не подписанная старлетка года                                                 | н/д                                     |
| 2014 | XBIZ Award       | Номинация | Лучшая сцена — лесбийская (с Элли Хейз)                                       | Lesbians Unchained                      |
| 2014 | XRCO Award       | Номинация | Unsung Siren                                                                  | н/д                                     |